# Huvudväg 3
De Huvudväg 3 (Fins: Valtatie 3) is een primaire hoofdweg in Åland (Finland) met een lengte van 27 kilometer. De weg verbindt de hoofdstad Mariehamn met de haven Långnäs, van waaruit veerboten van Ålandstrafiken vertrekken naar meerdere bestemmingen: onder andere Finland en verschillende eilanden van Åland. Een afslag in het oosten van Lemland leidt naar de haven Svinö, van waaruit de veerboot naar Degerby vertrekt.
De weg is over de hele lengte tweebaans, en langs ongeveer de helft hiervan loopt een gescheiden fietspad.
De weg maakt - samen met hoofdweg 1 - deel uit van de E18.